# Уестмонт (Илинойс)
Вижте пояснителната страница за други значения на Уестмонт.
Уестмонт (на английски: Westmont) е село в окръг Дюпейдж, щата Илинойс, Съединените американски щати.
Намира се на 30 km западно от центъра на Чикаго. Населението му е 24 756 души (по приблизителна оценка от юли 2017 г.).
В Уестмонт умира музикантът Мъди Уотърс (1915 – 1983).